# Stefanie Westermann
Stefanie „Steffi“ Westermann (* 19. August 1969) ist eine deutsche Badmintonspielerin. 

## Karriere
Stefanie Westermann wurde 1993 deutsche Vizemeisterin im Damendoppel. Später startete sie in den USA und belegte dort vordere Plätze bei den nationalen Titelkämpfen und den Boston Open. Bei den Panamerikaspielen 1999 gewann sie Bronze im Doppel.

## Sportliche Erfolge
| Saison    | Veranstaltung                      | Disziplin   | Platz | Name                                                              |
| --------- | ---------------------------------- | ----------- | ----- | ----------------------------------------------------------------- |
| 1982/1983 | Deutsche Einzelmeisterschaft U14   | Damendoppel | 2     | Stefanie Westermann / Sabine Thiede (TuS Lichterfelde)            |
| 1984/1985 | Deutsche Einzelmeisterschaft U16   | Damendoppel | 2     | Sabine Thiede / Stefanie Westermann (TuS Lichterfelde)            |
| 1990/1991 | Deutsche Einzelmeisterschaft U22   | Damendoppel | 1     | Stefanie Westermann / Kerstin Ubben (BC Eintracht Südring Berlin) |
| 1992/1993 | Deutsche Einzelmeisterschaft       | Damendoppel | 2     | Kerstin Ubben / Steffi Westermann (BC Eintracht Südring Berlin)   |
| 1994/1995 | Südostdeutsche Einzelmeisterschaft | Damendoppel | 1     | Anne-Katrin Seid / Steffi Westermann (SV Fortuna Regensburg)      |
| 1999      | Panamerikaspiele                   | Damendoppel | 3     | Kathy Zimmerman / Steffi Westermann                               |

## Referenzen
- Stefanie Westermann beim Badminton-Weltverband

| Personendaten    | Personendaten               |
| ---------------- | --------------------------- |
| NAME             | Westermann, Stefanie        |
| ALTERNATIVNAMEN  | Westermann, Steffi          |
| KURZBESCHREIBUNG | deutsche Badmintonspielerin |
| GEBURTSDATUM     | 19. August 1969             |